# Агабеков, Владимир Енокович
Владимир Енокович Агабеков (бел. Уладзімір Янокавіч Агабекаў; род. 19 января 1940, Грозный) — белорусский химик, академик Национальной академии наук Беларуси (2003). Заслуженный деятель науки Республики Беларусь (2008).

## Биография
Родился 19.01.1940 в г. Грозный. Окончил химико-технологический факультет Грозненского нефтяного института (1963).
В Институте физико-органической химии Академии наук Белорусской ССР: стажёр-исследователь, аспирант, младший научный сотрудник (1963—1969), с 1969 старший научный сотрудник, в 1985—1987 гг. заведующий лабораторией химии тонких плёнок, с 1988 по 1999 г. заведующий отделом кинетики и реакционной способности.
С 1998 по 2020 год — директор Института химии новых материалов НАН Беларуси, с 2020 года — почётный директор.
Специалист в области физической химии. Открыл новую реакцию оксида углерода с пероксидными радикалами в жидкой фазе с образованием диоксида углерода. Разработал принципиально новые фото- и электронорезисты для процессов сухой вакуумной литографии. Создал методы формирования на твердой поверхности моно- и мультимолекулярных пленок (плёнки Ленгмюра—Блоджетт) из индивидуальных органических соединений и их композиций.
Доктор химических наук (1981), профессор (1987). Член-корреспондент (1996), академик НАН Беларуси(2003).
Автор более 900 научных работ, в том числе 4 монографий, одна из которых переиздана в США. Получил 110 авторских свидетельств и патентов на изобретения.

## Награды
- Медаль «Ветеран труда» (1984).
- Медаль Франциска Скорины (2000).
- Заслуженный деятель науки Республики Беларусь (2008).
- Орден Почёта (22 апреля 2015) — за многолетнюю плодотворную работу, образцовое исполнение служебных обязанностей, значительный вклад в обеспечение обороноспособности и экономической безопасности страны, подготовку Договора о Евразийском экономическом союзе, достижение высоких производственных показателей в промышленности и сельском хозяйстве, заслуги в развитии транспортной отрасли, социальной сферы, науки, образования, искусства, культуры и спорта[3].
- Медаль Признательности[арм.] (24 января 2020, Армения) — за значительный вклад в укрепление армяно-белорусских научно-образовательных связей и развитие науки[4].

## Публикации
- Механизм жидкофазного окисления кислородсодержащих соединений. Мн.: Наука и техника, 1975 (совм. с Денисовым Е. Т., Мицкевичем Н. И.).
- Liquid-Phase Oxidation of Oxygen-Containing Compounds. New York: Consultants Bureau, 1977 (with Denisov E. T., Mitskevich N. I.).
- Процессы окисления в природе и технике. Мн.: Наука и техника, 1978 (совм. с Мицкевичем Н. И., Арико Н. Г.).
- Нефть и газ. Добыча, комплексная переработка и использование. Мн.: БГТУ, 2004 (совм. с Косяковым В. К., Ложкиным В. М.).